# Ring belge R8
Pour les articles homonymes, voir R8.
Le ring belge R8 est le ring de Courtrai. La route ne forme pas un ring complet car, il est interrompu au sud-est où se trouve l'A14. Il est en général construit en 2x2 bandes mais le trajet n'est pas uniforme. Une partie est construite dans le style autoroutier avec des sorties, d'autres tronçons sont avec des feux tricolores.
La route forme une frontière entre Courtrai et les villes extérieures.

## Photographies

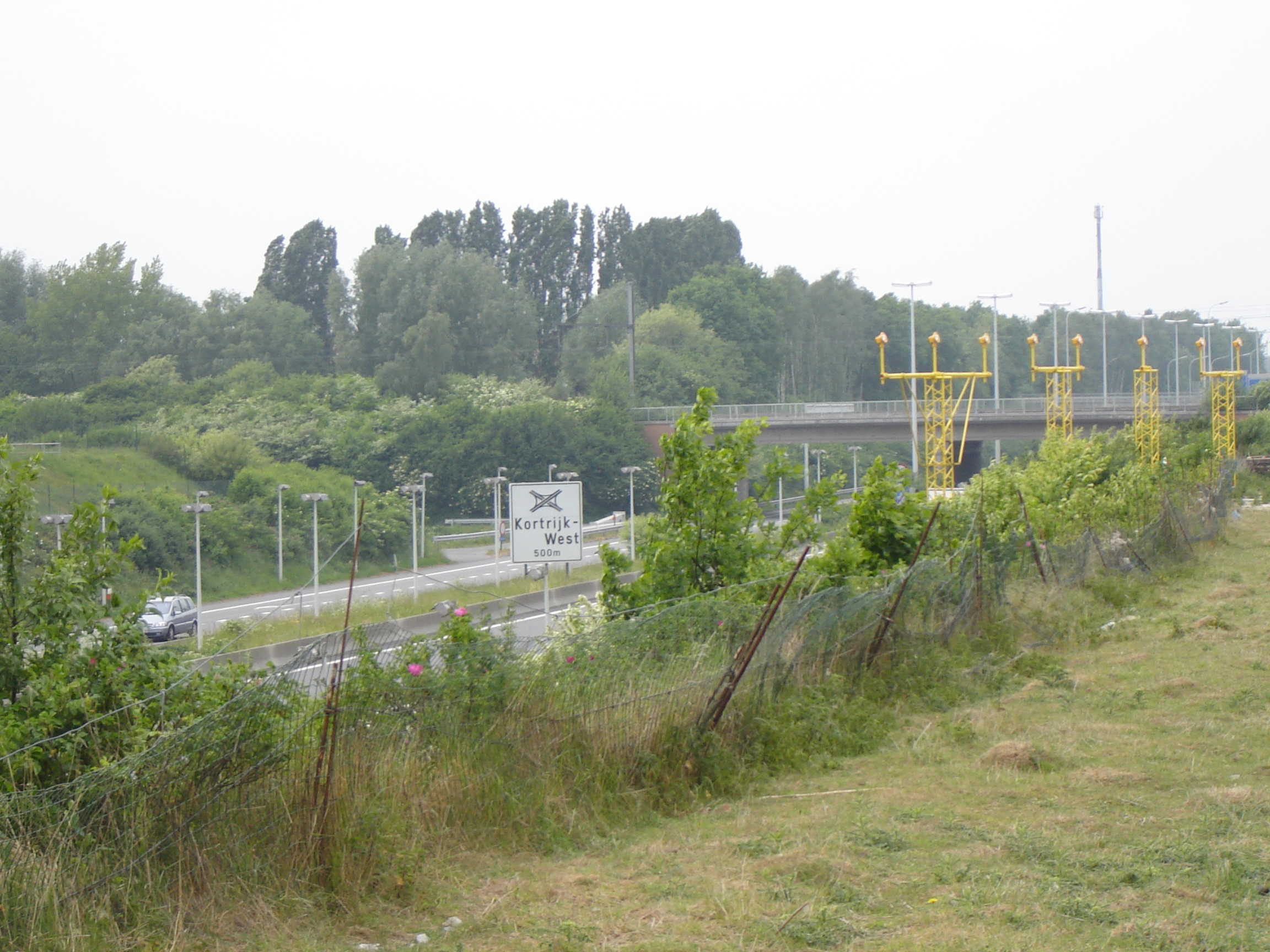
Échangeur Courtrai-Ouest.
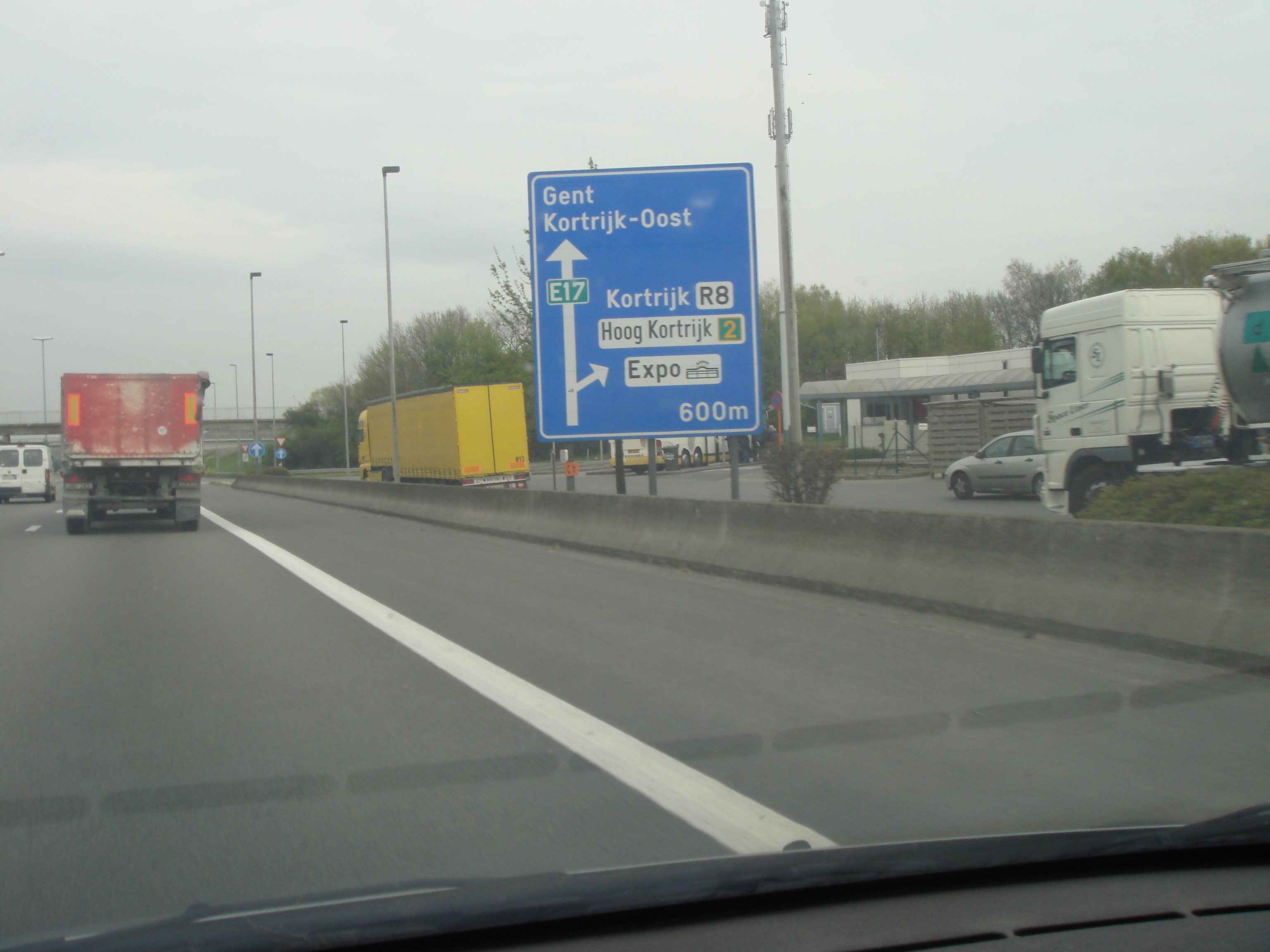
Le ring R8 depuis l'E17.